# Emirato de Ani
Emirato de Ani fue un emirato musulmán medieval en el sur del Cáucaso. Incluía la parte central de la Armenia moderna y la parte oriental de Turquía (provincia de Kars). La capital es Aní. Fue creado en 1072 y existió hasta 1199 , hasta que pasó a formar parte del Reino de Georgia. El Emirato estuvo gobernado por representantes de la dinastía Shaddadida de origen kurdo, que reconocieron el vasallaje del estado selyúcida desde el principio. Dominar el emirato a menudo se volvió difícil. La causa del conflicto entre Georgia y los selyúcidas.

## Historia
En 1045, el Imperio bizantino conquistó Armenia y anexó sus territorios al Thema de Iberia. Como resultado de las guerras entre  el Imperio bizantino y los selyúcidas, en 1064, el sultán seyucida Alp-Arslan (1063-1072) capturó Ani. En 1072, el sultán selyúcida Melik-Shah (1072-1092) vendió Ani a Manuchihr de los shaddadidas. El nuevo dominio de Manuchar estaba habitado principalmente por armenios cristianos. Reconstruyó y amplió las murallas de Ani y siguió siendo vasallo de Melik Shah por el resto de su vida, pero después de la muerte de Melik Shah en 1092 , varios emires turcomanos comenzaron a asaltar las tierras del emir, incluido Artukid Ilghazi (1115-1122), quien invadió con un ejército de 7.000 dentro de las fronteras del emirato. En 1105, una de las ciudades incluidas en el Emirato, Dvin fue conquistada por el gobernante de Biltis y Arzan, Tughan Arslan Kuzian (1104-1137).
En 1118 , después de la muerte de Manuchar, su hijo Abu'l-Aswar comenzó a seguir una política agresiva hacia sus súbditos no musulmanes. Oprimió y maltrató sus creencias religiosas. El cronista armenio Vardan Araveli también llama a Abul-Aswar un enemigo de los cristianos. Además, estaba dispuesto a vender Ani al emir de palacio por 60.000 dinares para evitar la amenaza de los emires turcos. Todo esto provocó el descontento de la población de Ani, que apeló al rey de Georgia, David IV (1089-1125), para que expulsara al emir de la ciudad . En 1124, David ocupó Ani sin luchar, capturó a Abul-Aswar y sus hijos, y el noble Kajetia se convirtió en el nuevo gobernante de la ciudad. Abulet designado.
Después de la muerte de David en 1125, el hijo de Abu'l-Aswar, Fadlon, restauró Ani. Fadlon aprovechó el conflicto entre el selyúcida Sultán Mahmud (1118-1131) y Toghrul II (1132-1135) y ocupó Ganya y Dvin, este último lo capturó de Tughan Arslan, que luego fue retomado en 1130 por el hijo de Tughan Arslan, Kurdi (1138-1146). En 1130, Abul-Aswar fue asesinado por su pariente, después de lo cual el emirato fue gobernado gradualmente por sus dos hermanos, Muhammad y luego Khushchikri, quienes habían estado cautivos en el Reino de Georgia hasta ahora, pero fueron liberados por Demetrio I (1125–1156). Mahmud fue reemplazado más tarde por Fakhr al-Din.
Fakhr al-Din pidió la mano de la hija de Amira Saldukh II (1132-1168), la gobernante en Erzurum, pero Saldukh se negó a enviarla. En venganza, Fakhr al-Din contactó a Demetrio I y planeó una conspiración con él contra Saldukh. Según el cual, Fakhr al-Din prometió vasallaje a Saldukh y el pago de tributos en lugar de prevenir la próxima amenaza de los georgianos. 1153 -1154 En el siglo XIX, Saldukh marchó hacia Ani para obtener la obediencia del emir de Ani, pero en cambio tuvo que enfrentarse a los georgianos, por lo que terminó en el cautiverio de Demetrio. a pedido de los emires vecinos, liberó a Saldukh a cambio de 100.000 dinares, con la condición de que jurara que no participaría en batallas contra los georgianos por el resto de su vida.
En 1156, la población cristiana de Ani se rebeló y entregó la ciudad al hermano de Fakhr al-Din, Fadlon, aunque este último no pudo satisfacer a la población, después de lo cual la población ofreció la ciudad a Jorge III (1156-1184). En 1161, Giorgi (un general georgiano) ocupó Ani y tomó a Fadlon como prisionero, y nombró a Sadun para administrar la ciudad. Sadun comenzó a fortalecer los muros de Ani, lo que enfureció a Giorgi y quiso castigarlo. Sadun pidió ayuda a Azerbaiyán. Pero fue capturado por el Eristavi de Shaki y asesinado por Giorgi junto con 4.000 "persas". Giorgi nombró a Ivane Orbeli como nueva gobernadora de Ani.
En el mes de julio de 1161, el emir Saldukh de Erzurum, Fakhr al-Din (Dawlt-Shah), Señor de Arzen, Señor de Surmar y Río Kari . Reunidos en Araks, el Arukid Najm al-Din (1152-1176) marchó hacia ellos con su propio ejército, los aliados sitiaron Ani en agosto. Cuando Saldukh se enteró de la aparición de Giorgi, abandonó el campo de batalla porque recordó el juramento que había hecho con los monarcas georgianos. La coalición musulmana fue severamente derrotada. 9.000 musulmanes fueron capturados. Cuando Najm al-Din, que estaba en Manzikert , se enteró de la derrota de los aliados, regresó a Miafariqin. En 1162 Este año, los georgianos saquearon Dvin, que en ese momento pertenecía al gobernante de Biltis y Arzen, mataron a Amira Kurd y asaltaron Gandza.
El 13 de julio de 1163 , el ejército combinado de Shah-Armen, el sultán selyúcida Arslan-Shah (1160-1176), Atabag Shams al-Din Ildeghizid de Azerbaiyán (ca. 1175-1176) y Fakhr al-Din, Señor de Arzen, derrotó a Giorgi Gerger (Lore) en una batalla. 1164 , los Georgianos abandonaron Ani y lo entregaron al sultán selyúcida. Ildeghiz se lo entregó al hermano de Fadlon, Shahansha. Desde entonces, la ciudad fue gobernada por Shedadienbi durante diez años.
En 1174, Giorgi tomó Ani, capturó al emir de Ani y anexó la ciudad al dominio real, nombrando gobernadora a Ivane Orbel. En 1174-1175, Ildighuzi Atabag y Sultán Arslan-Shah marcharon de nuevo sobre Ani. Asaltaron todo el valle de Shirak y exigieron a Ivan Amirspasalar que abandonara Ani, a lo que Orbel se negó categóricamente y la ciudad se conservó hasta la llegada del rey. Cuando llegaron los refuerzos, los georgianos derrotaron y hicieron retroceder a los turcos. Incluso después de eso, Ani fue invadida por los selyúcidas y durante mucho tiempo el dominio en la región pasó de mano en mano. Finalmente, el Emirato de Ani desaparece en 1199 durante el gobierno del rey Tamar (1184-1213), y los Zakaridas obtienen el dominio de la región.

## Cultura y economía
"Ciudad de las 1001 Iglesias" , Ani era famosa por su riqueza, donde fluía uno de los ramales de la Ruta de la Seda. A pesar de la riqueza de la ciudad y su carácter cosmopolita, los shaddadidas, a diferencia de sus nobles predecesores, no lograron alcanzar un éxito significativo. Manuchar fue el primer y último emir en acuñar una moneda de cobre. A excepción de Asadi Tusi bajo el patrocinio de Manuchar, no hubo un aumento cultural significativo en el emirato. El poeta persa Borhan al-Din Anawi nació y trabajó en Ani durante el gobierno de Shaddadida.

## Emires de Ani
- Manuchihr (1072–1118)
- Abu'l-Aswar Shavur II (1118–24)
- Fadl IV (1125–?)
- Mahmud (?–1131)
- Khushchikr (1131–?)
- Fakr al-Din Shaddad (?–1155)
- Fadl V (1155–61)
- Shahanshah (1164–74)
- Sultán ibn Mahmud (?–ca. 1198/9)